# Ala Eddine Slim
Ala Eddine Slim, né le 11 novembre 1982 à Sousse, est un réalisateur tunisien.

## Biographie
Il intègre l'Institut supérieur des arts multimédia de La Manouba (ISAMM) en technologies de l'audiovisuel (section assistanat à la réalisation). Dans le cadre de sa formation, il réalise La nuit des rêveurs, un projet de fin d'études qui obtient le troisième prix école au FNFAK[Quoi ?] 2004. Il sort diplômé de l'ISAMM la même année.
C'est en 2005 qu'il cofonde avec Ali Hassouna la société Exit Productions. En janvier 2007, il réalise son premier court métrage professionnel intitulé L'Automne.
En 2008, il effectue un stage d'été à la Fémis et réalise un court métrage documentaire, Une nuit parmi les autres. Un an après, en 2009, il commence le tournage de son premier long métrage : le documentaire En compagnie d'Hamlet.
En 2012, il co-réalise le film Babylon avec Youssef et Ismaël Chebbi.
En 2014, il commence le tournage de son premier véritable long métrage : Le Dernier d'entre nous (Akher Wahed fina) qui sort en 2016 et en France en 2018. Le film montre la traversée d'un jeune Africain sud-saharien vers l'Europe. Ce film est salué par la critique et récompensé de plusieurs prix comme le Prix Luigi De Laurentiis du meilleur premier film et le Prix Mario Serandrei pour la meilleure contribution technique à la Semaine internationale de la critique (it) de la Mostra de Venise 2016. En 2018, son film est sélectionné pour les Oscars dans la catégorie du meilleur film en langue étrangère.

## Filmographie
- 2007 : L'Automne (court métrage)
- 2008 : Une nuit parmi les autres (court métrage)
- 2009 : En compagnie d'Hamlet (long métrage)
- 2010 : The Stadium
- 2012 : Babylon
- 2016 : Le Dernier d'entre nous[9]
- 2019 : Sortilège
- 2025 : Agora

## Prix et récompenses
- 2012 : Grand prix de la compétition internationale du Festival international de cinéma de Marseille pour Babylon
- 2016-2017 (série de prix pour Le Dernier d'entre nous[10]) :
  - 2016 : Prix Luigi De Laurentiis pour le meilleur premier film[11] et du Prix Mario Serandrei pour la meilleure contribution technique à la Semaine internationale de la critique (it) de la Mostra de Venise
  - 2016 : Tanit d'or (meilleure première œuvre de long métrage), Prix NAAS et Prix du meilleur directeur photo aux Journées cinématographiques de Carthage
  - 2017 : Prix du meilleur film arabe au Festival de cinéma africain de Cordoue
  - 2017 : Prix du meilleur acteur et de la meilleure photographie aux Africa Movie Academy Awards
  - 2017 : Prix du jury lycéen (catégorie « films de fiction ») au Festival des cinémas d'Afrique du Pays d'Apt
- 2019 : Sélection à la Quinzaine des réalisateurs au Festival de Cannes 2019 pour Sortilège